# هنر ایلخانی

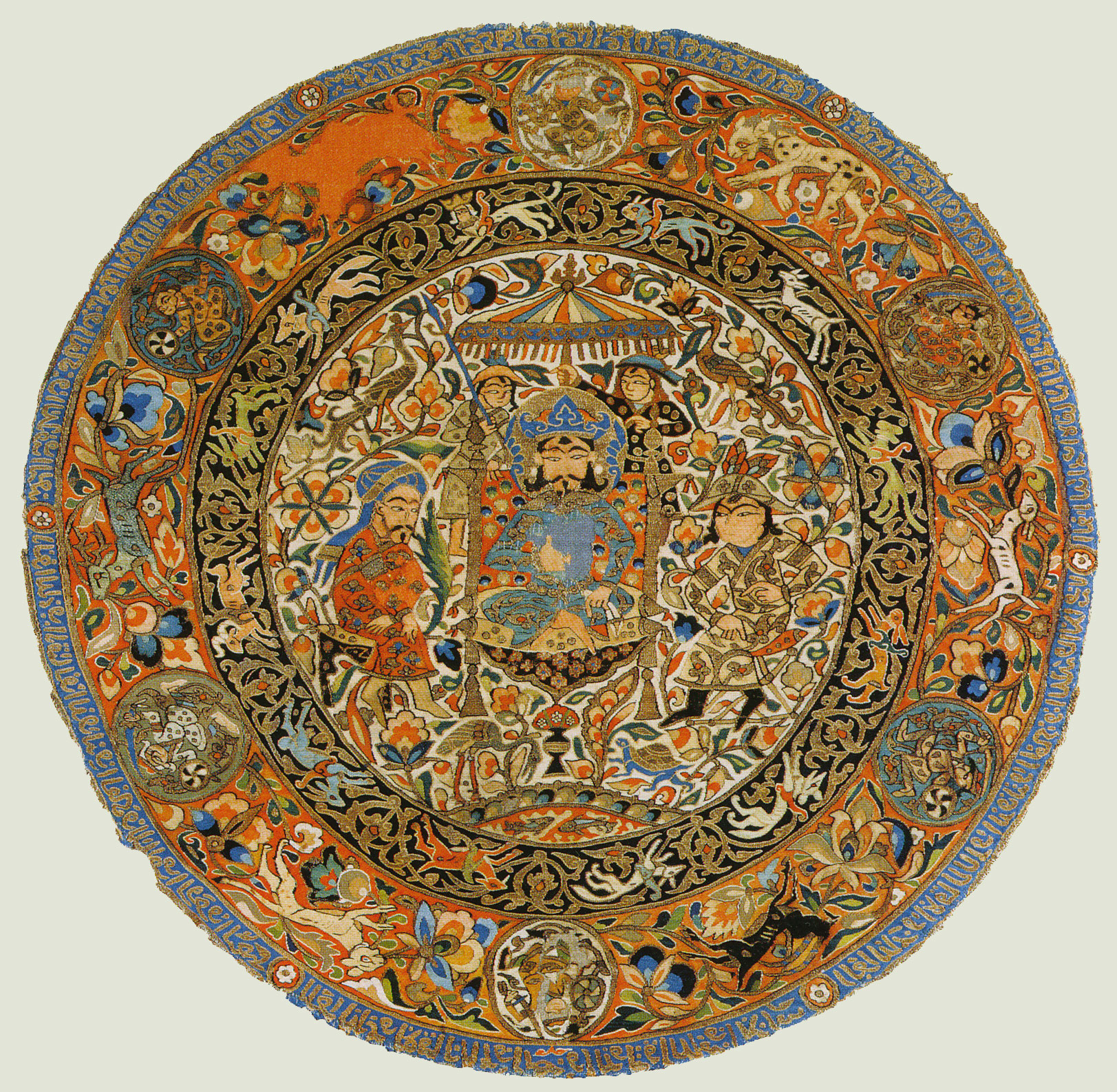
قطعه‌ای زینتی و گرد از جنس ابریشم با طرح‌های مغول متعلق به هنر دوره ایلخانی. تاریخ اثر: حدود 1305 میلادی محل کشف: ایران یا عراق جنس:ابریشم، طلا و پنبهقطر: ۶۹ سانی‌مترمحل نگهداری:مجموعه دیوید در کپنهاگ دانمارک

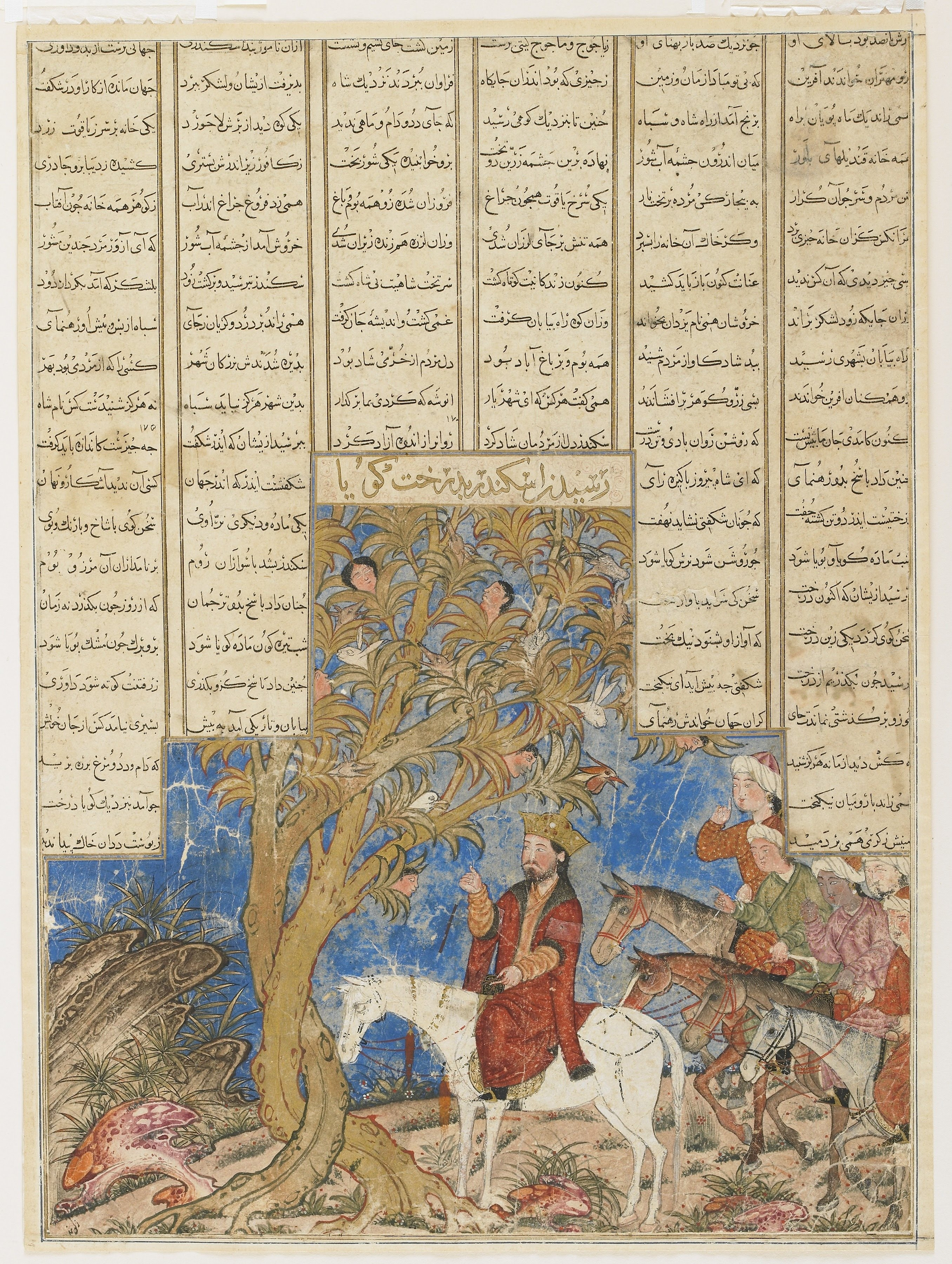
اسکندر در حال صحبت کردن با درخت نسخه‌ای از شاهنامه دوره ایلخانی حدود ۱۳۳۰ تا ۱۳۴۰ میلادی.

هنر دوران ایلخانیان از دوران‌های شاخص هنر اسلامی در ایران و آسیای مرکزی به‌شمار می‌رود.
مغولها در اواخر سده ششم و اوایل سده هفتم هجری وحشیانه به سرزمین‌های اطراف خود یورش برده و بخش وسیعی از دنیای متمدن آن زمان را تصرف کردند و بزرگترین امپراتوری پیوسته را از نظر وسعت سرزمین در تاریخ بشر تشکیل دادند.

حملهٔ ویرانگر مغول‌ها به ایران در اوایل قرن هفتم هجری صورت گرفت و موجب از بین رفتن بسیاری از آثار فرهنگی ما شد. مغول‌ها با تسلط کاملی که بر ایران و بین‌النهرین یافتند، به حکومت عباسیان در بغداد نیز پایان دادند. با از بین رفتن تسلط خلیفه بغداد بر سرزمین‌هایی مانند ایران پس از یک دوره رکود شکوفایی مجدد هنرها و علوم آغاز شد. در همین زمان به همت خواجه رشیدالدین فضل‌الله، مرکزی علمی و هنری به نام «ربع رشیدی» در تبریز ایجاد گردید و باعث تشویق و ترغیب هنرمندان و دانشمندان شد. خواجه رشیدالدین مردی فاضل بود و از مهم‌ترین فعالیت‌هایی که صورت داد، دوباره‌نویسی و گردآوری آثار گذشتگان بود. یعنی به عبارتی دست به حفظ و اشاعه فرهنگ دانشمندان و هنرمندان زد و همین نکته موجب ایجاد آثار بی‌شماری در عهد مغول و پس از آن گردید.
با تثبیت حکومت مغول‌ها و ایجاد خاندان ایلخانیان در ایران و آسیای مرکزی، بزودی فاتحان مغول هنرمندان را که جذب دربار عباسیان شده بودند، به خدمت خود گرفتند. وارثان چنگیزخان مغول با قبول دین اسلام دست به تأسیس دولت‌هایی در ایران زدند و هنرمندان را به پایتخت‌های خود در تبریز و مراغه کشاندند، از طرفی هم به علت مصالحه‌ای که بین حاکمان محلی شیراز صورت گرفت، شیراز از گزند و یورش مغول‌ها در امان ماند و بر این منوال گروهی از هنرمندان نیز جذب شیراز شدند.
معماری و هنرهای وابسته نظیر کاشیکاری و گچبری نیز در این دوره رشد قابل توجهی داشت. در معماری دوره ایلخانان به سبک مساجد و کاروانسراهای پیش از خود ساخته می‌شد با این اختلاف که مدرسه‌ها به جای شبستان در یک یا دو طبقه هجره‌هایی جهت سکونت طلاب داشتند. بیشتر مقابره‌های دوره ایلخانی نیز به سبک دوره سلجوقی بنا شده‌اند که در مجموع در پلان‌های مربع، مدور، چند ضلعی و هشت ضلعی ساخته می‌شدند و معمولاً گنبدی در بالا دارند.

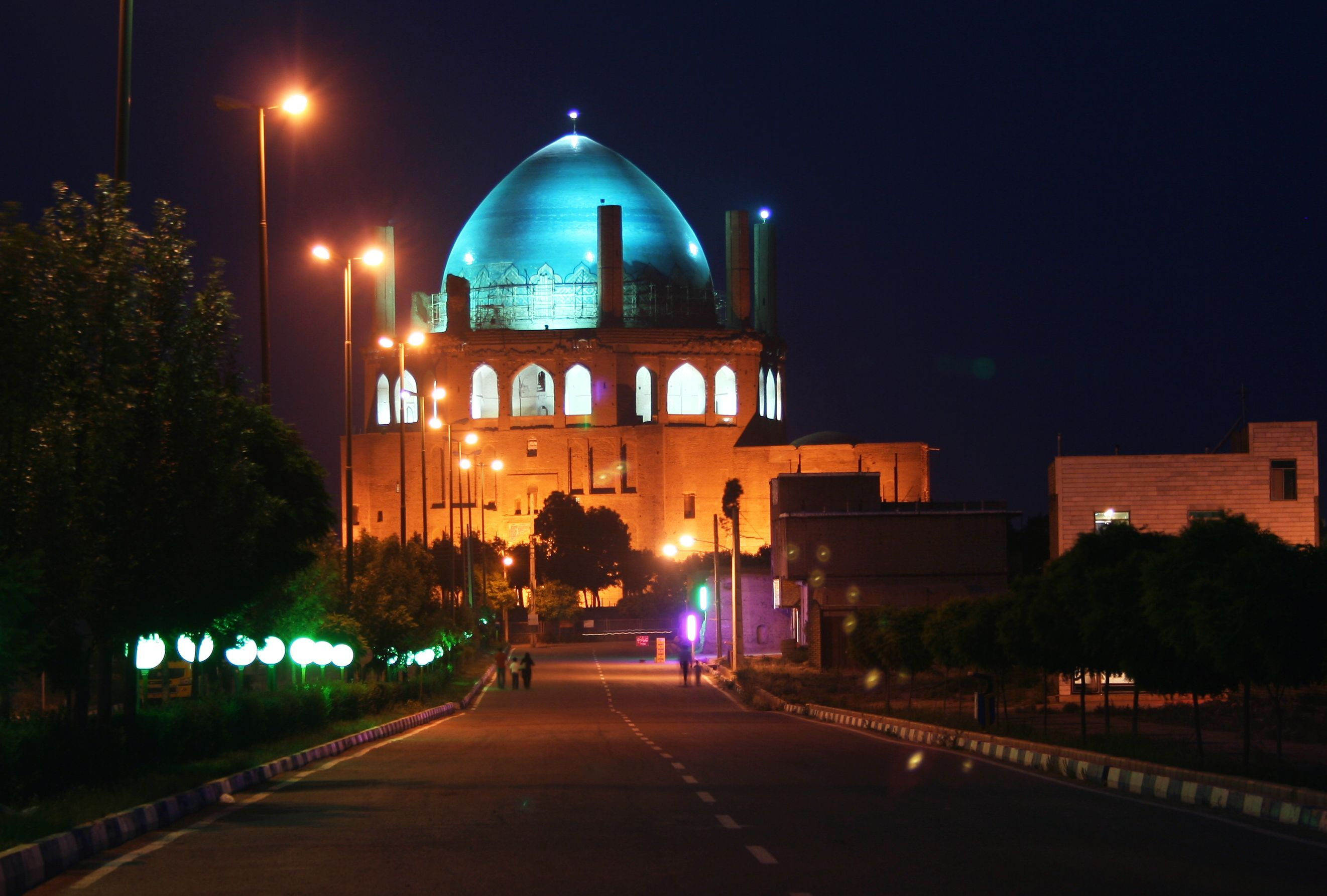
گنبد سلطانیه سومین گنبد بزرگ دنیا از بناهای غیر مذهبی دوره ایلخانی

برخی از بناهای مهم مذهبی و غیر مذهبی دوره ایلخانی عبارتند از:
- مدرسه امامی در اصفهان
- مدرسه/مسجد جامع اصفهان و محراب اولجایتو
- گنبد یا آرامگاه سلطانیه
- بقایای قصری در تخت سلیمان و علائم و آثار رصدخانه مراغه و چندین کاروانسرا[۳]

در این دوره به سبب ارزشی که برای حفظ و احیاء آثار علمی و ادبی گذشته قائل می‌شدند، نهضت کتاب‌آرایی آغاز شد. پیش از آن عمده تولیدات هنری و کتاب‌سازی نفیس در انحصار تولید و رونویسی قرآن بود. در این دوره کتاب‌هایی ادبی مثل کلیله و دمنه٬ شاهنامه فردوسی و مانند آن‌ها را بارها رونویسی کردند. همین آثار باعث ایجاد نقاشی‌هایی شد که روشنگر شیوه نقاشی این دوره‌است. شیوه‌ای که در این نقاشی‌های مطرح است، از نظر فنی به مراتب قویتر از نقاشی‌های عهد سلجوقی است. رنگ‌ها تنوع بیشتری دارند، طرح‌ها از دقت بیشتری برخوردارند و دقت در جزئیات که حاصل تأثیر نقاشی چینی است به راحتی قابل تشخیص است در اکثر این نقاشی‌ها شکل‌هایی که منشأ چینی دارند، دیده می‌شود. مثل کوه‌ها، ابرها و پرندگانی که با دقت طراحی شده‌اند و گل‌ها و درختانی که از پیچ و تاب هستند. تأثیر آشکار نقاشی چینی و وارد شدن عناصر تصویری چینی در آثار هنری ایران از نکات مهم در این عهد بود. این عناصر در نقاشی‌های عهد ایلخانی به خوبی هویداست.
مجموع آثار نگارگری این دوره را از آنجا که در تبریز پدید آمدند، به نام مکتب تبریز می‌خوانند. خصوصیت این مکتب بیش از هر چیز در تأثیر پذیری از هنر چین است. اما تنوع رنگی و دقت در طرح‌ها با رعایت جزئیات نیز خصیصه دیگر این مکتب می‌باشد. در اکثر نقاشی‌های این مکتب نیز شاهد یک نکته مشترک هستیم، نقش‌های اصلی با رنگ‌هایی تیره تر از زمینه کشیده شده‌اند.
از آنجا که در شیراز امنیتی نسبی به وجود آمد، هنرمندانی نیز جذب شیراز گردیدند و دست به ایجاد آثاری زدند که متفاوت از مکتب تبریز بود تفاوت عمده میان این نقاشی‌ها در تأثیرپذیری کمتر نقاشان از شیوه‌های چینی است. به نوعی که با نقاشی‌های عهد سلجوقی قابل مقایسه‌اند. ساده گرایی در این نقاشی‌ها، بیشتر از نقاشی‌های مکتب تبریز به چشم می‌خورد. ضمناً توجه به نقاشی از انسان و فضای زندگی او به مراتب بیشتر است. این آثار نیز به نام «مکتب شیراز» معروفند. پس از چندی بین شیراز و تبریز تبادلات فرهنگی و هنری برقرار شده و حاصل آن، تأثیرات متقابل، اعتلای بیشتر کتاب آرایی و نقاشی، و شکل‌گیری و یژگی‌های هنر ایرانی است.
در خوشنویسی نیز حمله مغول‌ها درابتدا موجب پیدایش وقفه‌ای در روند رشد آن‌ شد، اما پس از اینکه حاکمان ایلخانی اسلام آوردند و هنر کتابسازی مورد توجه فراوان قرار گرفت خوشنویسی جان تازه‌ای گرفت. در این دوره در عرصه خوشنویسی اسلامی، نخستین خط کاملاً ایرانی رایج شد که به خط تعلیق معروف است. ویژگی این خط در این است که حروفش از سمت راست به چپ، و کمی از پائین به بالا تمایل دارند.
تذهیب نیز چون گذشته شامل آرایش میان سطرها بود و در نسخه‌هایی نیز طلااندازی بر زمینه کاغذ دیده شده‌است. طلااندازی یعنی دور کلمات یا جملات را با خطوطی که مناسب با حرکت خط بوده، حاشیه بندی می‌کردند. سپس فاصله میان سطرها را با رنگ طلایی پر می‌کردند. این شیوه به خصوص در عهد ایلخانیان مورد توجه قرار گرفته‌است.